# Hendrik van Eikema Hommes
Hendrik Jan (Henk) van Eikema Hommes (IJlst, 3 mei 1930 – Bussum, 3 september 1984) was een Nederlands rechtsfilosoof en was als hoogleraar verbonden aan de Vrije Universiteit Amsterdam.

## Biografie
Hendrik van Eikema Hommes werd geboren op 3 mei 1930 in IJlst. Op zijn achttiende werd hij ingeschreven als student aan de Vrije Universiteit, het instituut waar hij zijn hele leven aan verbonden zou blijven. Hij begon met een studie rechten die hij in 1953 voltooide. Vervolgens studeerde hij tot en met 1957 godgeleerdheid en in 1961 promoveerde hij bij Herman Dooyeweerd op het proefschrift Een nieuwe herleving van het natuurrecht. Dit proefschrift behandelt de opleving van het natuurrecht na de Tweede Wereldoorlog. In 1965 volgde hij Dooyeweerd op als hoogleraar encyclopaedie der rechtswetenschap en de wijsbegeerte van het recht. Hij overleed op 3 september 1984 in Bussum.

## Werk
Van Eikema Hommes gold als een van de weinige en tevens een van de laatste aanhangers van de door Dooyeweerd en Vollenhoven ontwikkelde Wijsbegeerte der Wetsidee. 
In 1965 schreef hij voor de Calvinistische Juristenvereniging een preadvies over de rol van rechtsbeginselen. Hij meende dat er onderscheid gemaakt diende te worden tussen modale en typische rechtsbeginselen aan de ene kant en constitutieve en regulatieve rechtsbeginselen aan de andere kant. Hij schreef in 1966 nogmaals een preadvies, ditmaal samen met A.N. Kotting voor de Vereniging tot de Wijsbegeerte van het recht. Deze adviezen hadden betrekking op de fenomenologie in het recht.  
Een van zijn hoofdwerken is het in 1972 verschenen Elementaire Grondbegrippen van de rechtswetenschappen. Dit boek begint met een uitleg van de Ideeënleer van Plato die hij vervolgens linkt met de cogito ergo sum van René Descartes. Dit wordt gevolgd door een bespreken van de wijsbegeerte van Kant. Daarna laat hij zien hoe de uitgangspunten van Edmund Husserl teruggrijpen op Kant, Descartes en Plato. Tot slot volgt een uitleg van de Wijsbegeerte der Wetsidee. Van Eikema Hommes laat op deze manier een continuïteit in de geschiedenis van de filosofie zien. Dit in tegenstelling tot andere standaardwerken. Dit werk werd in 1976 opgevolgd door De samengestelde grondbegrippen der rechtswetenschap.

## Publicaties (selectie)
- De samengestelde grondbegrippen der rechtswetenschap (1976).
- Hoofdlijnen van de geschiedenis der rechtsfilosofie (1972).
- Elementaire Grondbegrippen van de rechtswetenschappen(1972).
- De rol van billijkheid in de rechtspraktijk (1971).
- De grondslagen der schade-aansprakelijkheid buiten contract en de leer der redelijke toerekening (1970).
- Enige beschouwingen over juridische causaliteit, toerekening, recht- en onrechtmatigheid, schuld en risico (1965).
- Enige beschouwingen over Kant's metafysische rechtsleer (1963).
- De zakelijke overeenkomst (1962).
- Een nieuwe herleving van het natuurrecht (1961, proefschrift)